# Dodge JC
Der JC ist ein Sports Utility Vehicle der US-Marke Dodge und wird seit 2007 in Japan von der Mitsubishi Motors Corporation für den lokalen Markt hergestellt. Offizielles Schwestermodell ist der in Mexiko entwickelte Dodge Journey. JC ist der erste und bislang einzige in Japan produzierte Dodge.
Mit seiner Einführung im Juli 2007 wurde der neue SUV in der Mittelklasse etabliert um den Toyota-Crossovern die Stirn zu bieten.

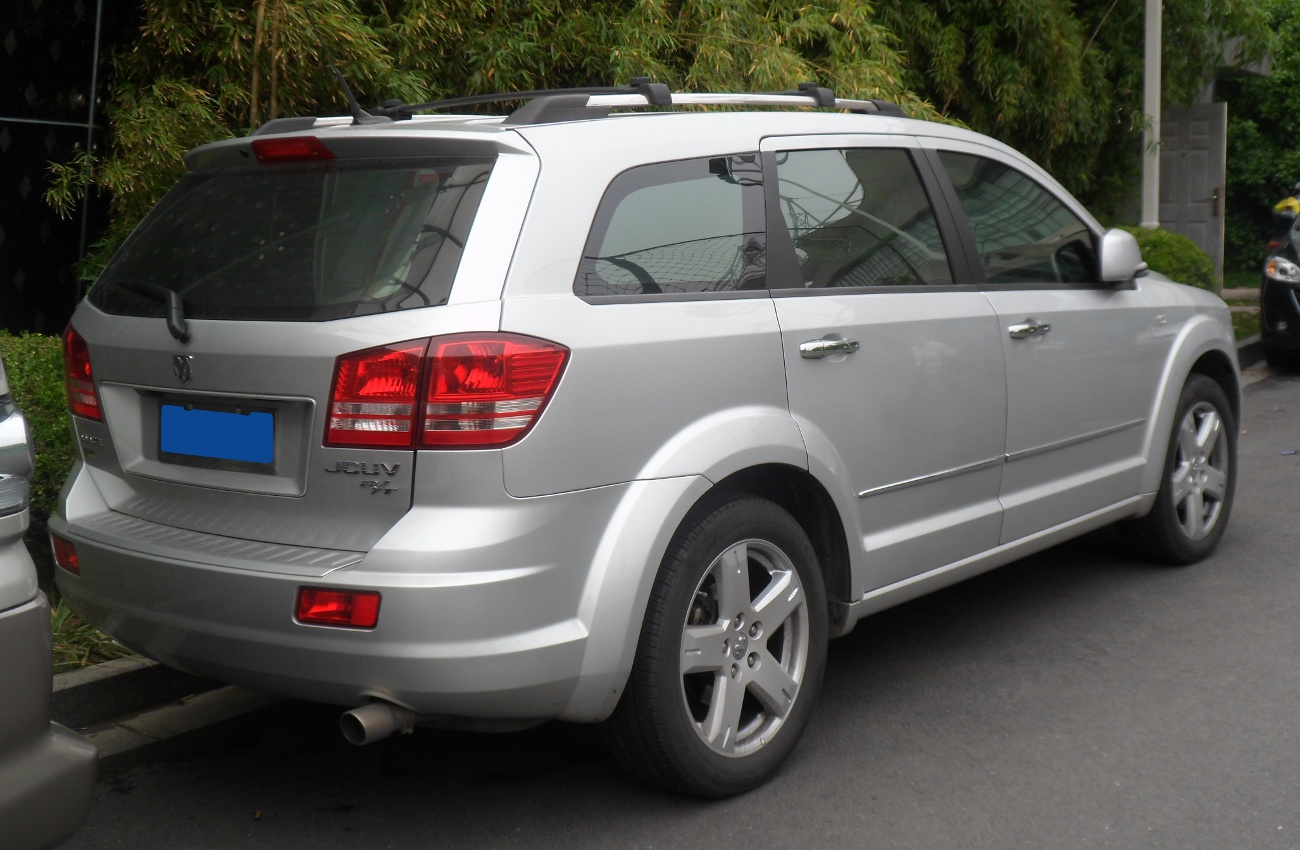

Das Interieur des JC ist im Zwei-Farben-Muster aufeinander abgestimmt und bereits als Standard mit Zwei-Zonen-Klimaautomatik, Navigationsgerät, Radio mit CD-Spieler und einer Rückfahrkamera ausgestattet. Sowohl gewöhnliche Polsterausführungen als auch Lederausstattungen stehen zur Wahl.
Sicherheitstechnisch besitzt der JC wie alle modernen Fahrzeuge ABS und SRS-Airbags (12 Stück). Ebenso ist er mit einer Antischlupfregelung und einer Fahrdynamikregelung ausgerüstet. Hergestellt wird der JC allerdings nur mit permanentem Allradantrieb, was die Entwicklung des ABS-Systems schwierig gestaltete. Vor allem auf Wasser und Eis könnte dies schwerwiegende Folgen haben. Darum musste Mitsubishi das ABS in den einzelnen Radaufhängungen unabhängig voneinander arbeiten lassen. So bestand aber wiederum das Problem, dass die Reifen blockieren. Um diese Gefahr zu verhindern setzte man schließlich ein intelligentes Überwachungs- und Steuerungsmodul ein, welches die Aufhängung, den Reifendruck, die Wärmebildung, den Wasserstand, den Ölstand und die Geschwindigkeit überwacht und bei Gefahr entsprechende Schaltungen vornimmt oder gar den Motor automatisch abstellt.
Als Motorisierung dient dem Dodge JC SXT ein 2,7-Liter-V6-Ottomotor mit einer Leistung von 136 kW (185 PS). Als Getriebe wird der JC mit einer 6-Gang-Automatik ausgerüstet.
2008 präsentierte Dodge den JC auch auf nordamerikanischen Ausstellungen und ebnete damit nach gutem Anklang dem Journey den Weg.
In der Volksrepublik China wird der JC seit 2008 als Dodge JCUV über einzelne Mitsubishi-Händler vermarktet und steht dort seinem Schwestermodell Journey als direktem und billigerem Konkurrenten gegenüber. Die Produktion wie auch der Vertrieb des JC in Japan wurde im Laufe des Jahres 2011 beendet. Die Nachfolge trat der Dodge Nitro an. Die chinesische Produktion des JCUV soll aber weiterhin fortgeführt werden.